# 上官金虹
古龍小說《多情劍客無情劍》之主要角色。金錢幫幫主，平湖百曉生兵器譜排名第二，使子母龍鳳環，武功绝高，已經練至「手中無環，心中有環」之境界。打敗排名第一名之天璣老人孫天璣，書末被第三名小李飛刀李尋歡打敗，死于李寻欢的小李飞刀之下。
後人則有與林仙兒生下的女兒上官小仙，以及在飛刀.又見飛刀中的李壞之母，亦為他的其中一位女兒。
- 《古龍的江湖》 陳令孤, Pg 291
- 《俠的精神文化史論》龔鵬程 風雲時代出版股份有限公司, 2004 Pg 251